# El Paraíso, Navolato
El Paraíso är en ort i Mexiko.   Den ligger i kommunen Navolato och delstaten Sinaloa, i den västra delen av landet, 1 100 km nordväst om huvudstaden Mexico City. El Paraíso ligger 15 meter över havet och antalet invånare är 112.
Terrängen runt El Paraíso är mycket platt. Runt El Paraíso är det ganska tätbefolkat, med 155 invånare per kvadratkilometer. Närmaste större samhälle är Navolato, 7,5 km söder om El Paraíso. Omgivningarna runt El Paraíso är en mosaik av jordbruksmark och naturlig växtlighet.